# Религиозная община
Религио́зная общи́на — сообщество, группа людей, которые исповедуют или практикуют одинаковую религию. 
Религиозная община является религиоведческим и юридическим понятием.
В более широком смысле может описывать членов одной религии, или течения (конфессии) в ней, которые живут рядом или смешались с представителями других религий, часто смешиваясь в повседневной жизни, но поклоняясь в отдельности. Можно говорить, например, о сабиях, квакерах, перховцах, «греко-католической общине Львова» или «еврейской общине Франции».
Религиозное общество может быть определено неофициально — люди, которые практикуют, например, католицизм, считают себя членами католической общины своего региона. В иудаизме, как и ряде других религий, разделение на общины проходит как по признаку принадлежности к определённому религиозному течению (например, литовское направление, хасидизм) или по территориальному признаку (например, евреи Одессы, Москвы, Израиля). В других случаях различие носит более формальный характер. Например, для того, чтобы быть частью общины баптистской церкви надо быть принятым в её ряды. В некоторых государствах и странах только представители одной официально признанной религиозной общины могут вступать в брак друг с другом.
В более узком смысле религиозная община — это группа людей, живущих вместе непосредственно для религиозных целей, например, при монастыре или прихожане какого-либо храма.